# 해가 뜨면 달도 뜨고
《해가 뜨면 달도 뜨고》는 한국방송공사 1TV 특집드라마이다.

## 기획 의도
한의사와 양의상의 대립을 가정화합으로 극복핸나가는 드라마

## 제작진
- 극본 : 지상학
- 연출 : 선우환

## 출연진
- 김상순
- 노주현
- 박순애
- 박주아
- 여운계